# Largo viaje hacia la noche (película de 2018)
Largo viaje hacia la noche (título original en chino simplificado: Di qiu zui hou de ye wan, título internacional: Long Day's Journey into Night) es una película dramática china de 2018 dirigida por Bi Gan. La película se proyectó en la sección Un Certain Regard del Festival de Cine de Cannes 2018. A pesar del título en inglés de la película, no está relacionada con la obra de Eugene O'Neill de 1956 del mismo nombre. Se destaca por sus últimos 59 minutos, que consisten en una toma larga ininterrumpida en 3D.

## Reparto
- Huang Jue como Luo Hongwu
- Tang Wei como Wan Qiwen/Kaizhen
- Sylvia Chang como la mamá de Wildcat / mujer pelirroja
- Lee Hong-chi como gato montés
- Chloe Maayan como busca personas
- Ming Dao como policía de tránsito

## Producción
El director Bi Gan reclutó al novelista Chang Ta-Chun como consultor para el guion y señaló que Ta-Chun ayudó en la estructura general de la película, así como en la división de la película en dos partes. De las dos partes, Bi señaló que “el título de la primera parte es Memory; el de la segunda es Poppy, en referencia al poema de Paul Celan Poppy and Memory. En algún momento, incluso consideré usar esto como el título de la película".
Bi se inspiró para la película en las pinturas de Marc Chagall, específicamente The Promenade, así como en las novelas de Patrick Modiano.

## Recepción

### Taquilla
A pesar de su estructura de historia inusual, la película se comercializó y distribuyó en China como una película de eventos románticos y una película de cita ideal para su estreno en la víspera de Año Nuevo. También recibió un estreno teatral amplio. La estrategia funcionó; el 25 de diciembre, la película ya había vendido 100 millones de yuanes (15 millones de dólares estadounidenses ) en boletos de preventa. A pesar de sus sólidas preventas, se desvaneció rápidamente de las listas de taquilla, habiendo recaudado $ 41 millones de dólares durante sus primeras tres semanas (la mayor parte desde su estreno el 31 de diciembre).
En China, su enorme éxito de taquilla inicial provocó una reacción posterior de rechazo; el hashtag "no puedo entender Long Day's Journey Into Night" fue tendencia en las redes sociales, y los usuarios de la plataforma de venta de entradas Maoyan redujeron su calificación total por los usuarios.

### Respuesta de la crítica
El sitio web de agregación de reseñas Rotten Tomatoes reportó un 93% de aprobación basado en 92 reseñas, con una puntuación promedio de 7.9/10. El consenso crítico del sitio web dice: " Long Day's Journey Into Night puede desconcertar a los espectadores que buscan una historia fácil de seguir, pero el fuerte dominio visual del escritor y director Gan Bi y la toma de riesgos técnicos dan sus frutos". Metacritic, que utiliza un promedio ponderado, asignó una puntuación de 88 sobre 100 basada en 23 críticos, lo que indica "aclamación universal". La secuencia final en 3D de la película, en particular, recibió importantes elogios en su debut en el Festival de Cine de Cannes 2018.